# 미즈사와촌 (니가타현)
미즈사와촌(水沢村)은 니가타현 나카우오누마군에 있던 촌이다. 

## 역사
- 1901년 11월 1일 - 나카우오누마군 미즈사와촌이 성립하였다.
- 1956년 9월 30일 - 가리노촌의 일부를 편입하였다.
- 1962년 4월 1일 - 도카마치시에 편입해 소멸하였다.

## 참고문헌
- 『市町村名変遷辞典』東京堂出版、1990年。